# Stazione meteorologica di Vittoria
La stazione meteorologica di Vittoria è la stazione meteorologica di riferimento relativa alla città di Vittoria.

## Coordinate geografiche
La stazione meteo si trova nell'Italia insulare, in Sicilia, in provincia di Ragusa, nel comune di Vittoria, a 169 metri s.l.m. e alle coordinate geografiche 36°57′N 14°32′E.

## Dati climatologici
In base alla media trentennale di riferimento 1961-1990, la temperatura media del mese più freddo, gennaio, si attesta a +9.9 °C; quella dei mesi più caldi, luglio e agosto, è di +25.6 °C.
| Vittoria           | Mesi | Mesi | Mesi | Mesi | Mesi | Mesi | Mesi | Mesi | Mesi | Mesi | Mesi | Mesi | Stagioni | Stagioni | Stagioni | Stagioni | Anno |
| Vittoria           | Gen  | Feb  | Mar  | Apr  | Mag  | Giu  | Lug  | Ago  | Set  | Ott  | Nov  | Dic  | Inv      | Pri      | Est      | Aut      | Anno |
| ------------------ | ---- | ---- | ---- | ---- | ---- | ---- | ---- | ---- | ---- | ---- | ---- | ---- | -------- | -------- | -------- | -------- | ---- |
| T. max. media (°C) | 13,7 | 15,1 | 17,4 | 20,3 | 24,9 | 29,5 | 31,8 | 32,0 | 28,5 | 23,8 | 18,7 | 15,2 | 14,7     | 20,9     | 31,1     | 23,7     | 22,6 |
| T. min. media (°C) | 6,3  | 6,6  | 7,9  | 9,9  | 13,5 | 17,7 | 19,7 | 19,5 | 18,0 | 14,9 | 10,9 | 8,0  | 7,0      | 10,4     | 19,0     | 14,6     | 12,7 |